# الصفا (القليوبية)
الصفا إحدى قرى مركز طوخ التابع لمحافظة القليوبية بجمهورية مصر العربية.

## السكان
بلغ عدد سكان الصفا 4,558 نسمة، حسب الإحصاء الرسمي لعام 2006.